# Coutoubea
Genre
Synonymes
selon tropicos :
- Cutubea Mart.[1]

selon GBIF :
- Limborchia Scop.
- Picrium Schreb.[2]

Coutoubea est un genre d'arbuste, de la région néotropiacle, appartenant à la famille des Gentianaceae, dont l'espèce type est Coutoubea spicata Aubl., et comptant entre 5 et 15 espèces.

## Description
Coutoubea est un genre d'herbacées annuelles, à base généralement ligneuse, parfois rampantes. 
Les feuilles sont sessiles ou pétiolées, à marges légèrement révolues, à apex aigu ou acuminé, et à nervation pennée. 
Les inflorescences sont axillaires et/ou terminales, en épis ou en racèmes, parfois composées de 2 ou 3 épis ou de racèmes (rarement une fleur solitaire). 
Les fleurs sont sessiles ou pédicellées, opposées, décussées ou verticillées, tétramères.
Le calice est tubulaire à campanulé, avec 4 lobes, imbriqués, (très) faiblement carénés, à marge membraneuse, et à apex (longuement) acuminé.
La corolle est en forme de plateau, quadrilobée, en tube avec des nervures longitudinales bien visibles, persistante autour du fruit.
On compte 4 étamines 4, avec des filets filiformes, insérés sur le tube de la corolle avec une structure piate membraneuse.
Les anthères sont sagittées, introrse.
Les pollen est agencé en tétrades.
Le stigmate comporte 2 lobes. 
Le fruit est une capsule avec le calice et le tube de corolle persistants.
Les graines sont triangulaires avec 3 côtés creux, parfois globuleuses, fovéolées,.

## Écologie
Les espèces du genre Coutoubea poussent dans les savanes, dans les endroits ouverts ou les zones perturbées.

## Protologue

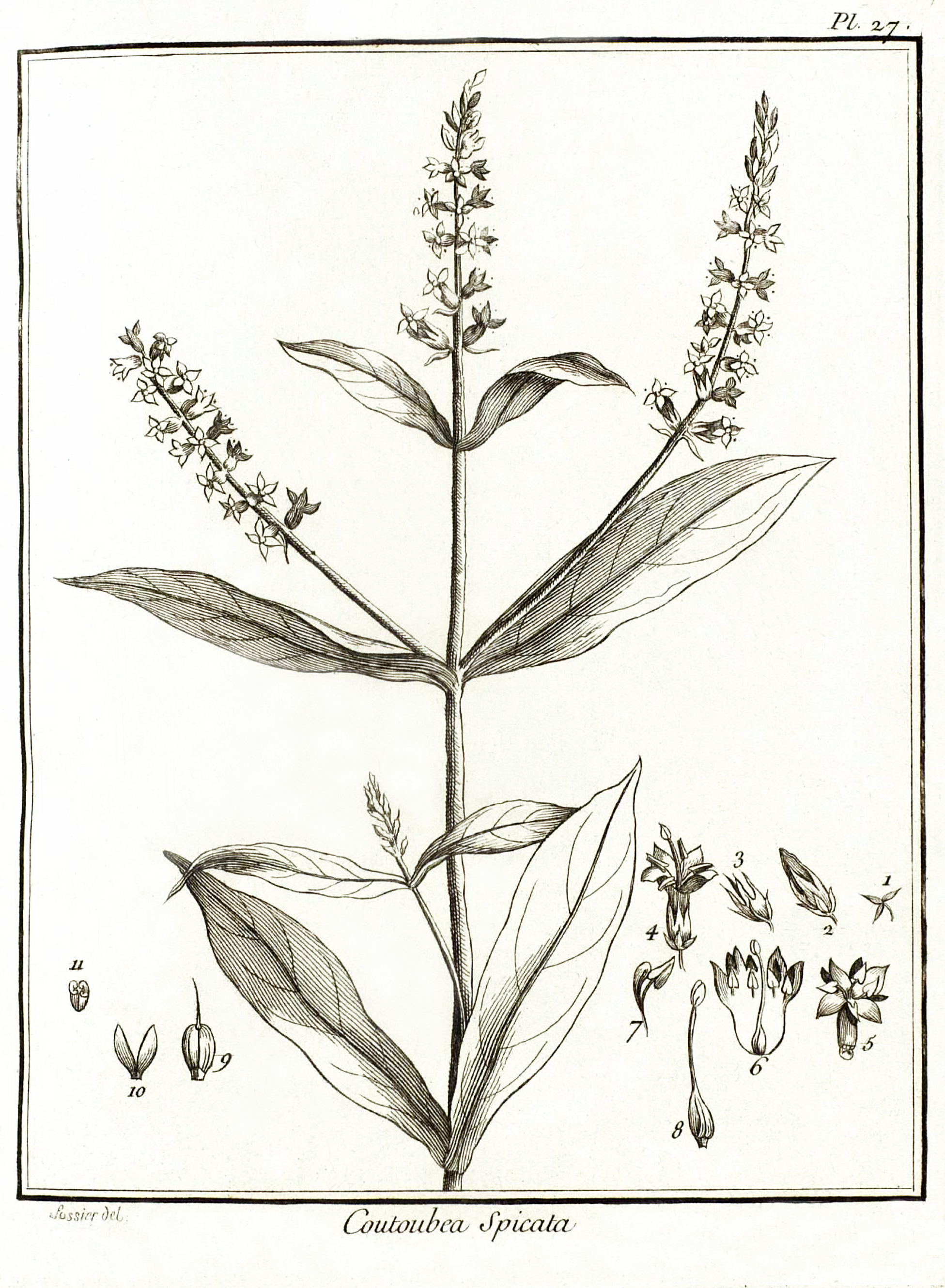
Coutoubea spicata par Aublet (1775) :
Planche 27. - 1. Écailles qui ſoutiennent le calice. - 2. Bouton de fleur. - 3. Calice garni de trois écailles. - 4. Fleur. - 5. Corolle. - 6. Corolle ouverte. Étamines. Ovaire. Style. Stigmate. - 7. Étamine ſéparée. - 8. Piſtil. - 9. Capſule. - 10. Capſule ouverte en deux valves. - 11. Capſule coupée en travers.

En 1775, le botaniste Aublet propose le protologue suivant : 
« COUTOUBEA. (Tabula 27.)

CAL. Perianthium monophyllum, quadri-partitum ; laciniis oblongis, acutis. 
COR. monopetala ; tubus brevis, receptaculo piſtilli infertus ; limbus quadrifidus, lobis oblongis, acutis. 
STAM. Filamenta quatuor, baſi cucullata, tubo corolla; inferta. Antheræ oblongæ, biloculares. 
PIST. Germen oblongum. Stylus longus, craſſus. Stigma bilamellatum. 
PER. Capsula ſubrotunda, bivalvis. 

SEM. numeroſa, minutiſſima, placenta: affixa. »
— Fusée-Aublet, 1775.

## Espèces
Selon GBIF (07 février 2024) :
- Coutoubea humilis
- Coutoubea minor
- Coutoubea ramosa Sandwith
  - Coutoubea ramosa var. racemosa 
  - Coutoubea ramosa var. ramosa
- Coutoubea reflexa (E.Mey.) Benth.
- Coutoubea spicata

Selon Tropicos (07 février 2024) (Attention liste brute contenant possiblement des synonymes) :
- Coutoubea alba Lam. 1786
- Coutoubea arenaria Willd. ex Griseb. 1839 [1838]
- Coutoubea densiflora Mart. 1826
- Coutoubea humilis Sandwith 1939
- Coutoubea lutea Steud. 1843
- Coutoubea minor Kunth 1818 [1819]
- Coutoubea purpurea Desv. ex Ham. 1825
- Coutoubea purpurea Lam. 1786
- Coutoubea racemosa G. Mey. 1818
- Coutoubea ramosa Aubl. 1775
- Coutoubea reflexa Benth. 1839
- Coutoubea scandens Knobl. 1894
- Coutoubea spicata Aubl. 1775
- Coutoubea ternifolia Cav. 1797
- Coutoubea volubilis Mart. 1826